# Grand Prix Formule 1 van Monaco 2023
De Grand Prix Formule 1 van Monaco 2023 werd verreden op 28 mei op het Circuit de Monaco in Monte Carlo. Het was de zesde race van het seizoen.

## Vrije trainingen

### Uitslagen
- Enkel de top vijf wordt weergegeven.

| Vrije training 1 | Pos. | Nr. | Coureur          | Constructeur               | Tijd     |
| ---------------- | ---- | --- | ---------------- | -------------------------- | -------- |
| Vrije training 1 | 1    | 55  | Carlos Sainz jr. | Ferrari                    | 1:13.372 |
| Vrije training 1 | 2    | 14  | Fernando Alonso  | Aston Martin-Mercedes      | 1:13.710 |
| Vrije training 1 | 3    | 44  | Lewis Hamilton   | Mercedes                   | 1:14.035 |
| Vrije training 1 | 4    | 11  | Sergio Pérez     | Red Bull Racing-Honda RBPT | 1:14.038 |
| Vrije training 1 | 5    | 16  | Charles Leclerc  | Ferrari                    | 1:14.093 |
| Vrije training 2 | Pos. | Nr. | Coureur          | Constructeur               | Tijd     |
| Vrije training 2 | 1    | 1   | Max Verstappen   | Red Bull Racing-Honda RBPT | 1:12.462 |
| Vrije training 2 | 2    | 16  | Charles Leclerc  | Ferrari                    | 1:12.527 |
| Vrije training 2 | 3    | 55  | Carlos Sainz jr. | Ferrari                    | 1:12.569 |
| Vrije training 2 | 4    | 14  | Fernando Alonso  | Aston Martin-Mercedes      | 1:12.682 |
| Vrije training 2 | 5    | 4   | Lando Norris     | McLaren-Mercedes           | 1:12.906 |
| Vrije training 3 | Pos. | Nr. | Coureur          | Constructeur               | Tijd     |
| Vrije training 3 | 1    | 1   | Max Verstappen   | Red Bull Racing-Honda RBPT | 1:12.776 |
| Vrije training 3 | 2    | 11  | Sergio Pérez     | Red Bull Racing-Honda RBPT | 1:12.849 |
| Vrije training 3 | 3    | 18  | Lance Stroll     | Aston Martin-Mercedes      | 1:12.942 |
| Vrije training 3 | 4    | 55  | Carlos Sainz jr. | Ferrari                    | 1:13.261 |
| Vrije training 3 | 5    | 4   | Lando Norris     | McLaren-Mercedes           | 1:13.396 |

## Kwalificatie
Max Verstappen behaalde de drieëntwintigste pole position in zijn carrière.
| Pos.                   | Nr. | Coureur          | Constructeur               | Kwalificatietijden | Kwalificatietijden | Kwalificatietijden | Grid |
| Pos.                   | Nr. | Coureur          | Constructeur               | Q1                 | Q2                 | Q3                 | Grid |
| ---------------------- | --- | ---------------- | -------------------------- | ------------------ | ------------------ | ------------------ | ---- |
| 1                      | 1   | Max Verstappen   | Red Bull Racing-Honda RBPT | 1:12.386           | 1:11.908           | 1:11.365           | 1    |
| 2                      | 14  | Fernando Alonso  | Aston Martin-Mercedes      | 1:12.886           | 1:12.107           | 1:11.449           | 2    |
| 3                      | 16  | Charles Leclerc  | Ferrari                    | 1:12.912           | 1:12.103           | 1:11.471           | 6 *1 |
| 4                      | 31  | Esteban Ocon     | Alpine-Renault             | 1:12.967           | 1:12.248           | 1:11.553           | 3    |
| 5                      | 55  | Carlos Sainz jr. | Ferrari                    | 1:12.717           | 1:12.210           | 1:11.630           | 4    |
| 6                      | 44  | Lewis Hamilton   | Mercedes                   | 1:12.872           | 1:12.156           | 1:11.725           | 5    |
| 7                      | 10  | Pierre Gasly     | Alpine-Renault             | 1:13.033           | 1:12.169           | 1:11.933           | 7    |
| 8                      | 63  | George Russell   | Mercedes                   | 1:12.769           | 1:12.151           | 1:11.964           | 8    |
| 9                      | 22  | Yuki Tsunoda     | AlphaTauri-Honda RBPT      | 1:12.642           | 1:12.249           | 1:12.082           | 9    |
| 10                     | 4   | Lando Norris     | McLaren-Mercedes           | 1:12.877           | 1:12.377           | 1:12.254           | 10   |
| 11                     | 81  | Oscar Piastri    | McLaren-Mercedes           | 1:13.006           | 1:12.395           |                    | 11   |
| 12                     | 21  | Nyck de Vries    | AlphaTauri-Honda RBPT      | 1:13.054           | 1:12.428           |                    | 12   |
| 13                     | 23  | Alexander Albon  | Williams-Mercedes          | 1:12.706           | 1:12.527           |                    | 13   |
| 14                     | 18  | Lance Stroll     | Aston Martin-Mercedes      | 1:12.722           | 1:12.623           |                    | 14   |
| 15                     | 77  | Valtteri Bottas  | Alfa Romeo-Ferrari         | 1:13.038           | 1:12.625           |                    | 15   |
| 16                     | 2   | Logan Sargeant   | Williams-Mercedes          | 1:13.113           |                    |                    | 16   |
| 17                     | 20  | Kevin Magnussen  | Haas-Ferrari               | 1:13.270           |                    |                    | 17   |
| 18                     | 27  | Nico Hülkenberg  | Haas-Ferrari               | 1:13.279           |                    |                    | 18   |
| 19                     | 24  | Zhou Guanyu      | Alfa Romeo-Ferrari         | 1:13.523           |                    |                    | 19   |
| 20                     | 11  | Sergio Pérez     | Red Bull Racing-Honda RBPT | 1:13.850           |                    |                    | 20   |
| Q1 107% tijd: 1:17.453 |     |                  |                            |                    |                    |                    |      |

*1 Charles Leclerc kreeg een gridstraf van drie plaatsen omdat hij Lando Norris in de slotfase van de kwalificatie hinderde door langzaam op de racelijn in de tunnel te rijden.

## Wedstrijd
Max Verstappen behaalde de negenendertigste Grand Prix-overwinning in zijn carrière.
| Pos.               | Nr. | Coureur          | Constructeur               | Rondes | Tijd / Oorzaak Uitval | Grid | Punten |
| ------------------ | --- | ---------------- | -------------------------- | ------ | --------------------- | ---- | ------ |
| 1                  | 1   | Max Verstappen   | Red Bull Racing-Honda RBPT | 78     | 1:48:51.980           | 1    | 25     |
| 2                  | 14  | Fernando Alonso  | Aston Martin-Mercedes      | 78     | +27.921               | 2    | 18     |
| 3                  | 31  | Esteban Ocon     | Alpine-Renault             | 78     | +36.990               | 3    | 15     |
| 4                  | 44  | Lewis Hamilton   | Mercedes                   | 78     | +39.062               | 5    | 13S    |
| 5                  | 63  | George Russell   | Mercedes                   | 78     | +56.284 *1            | 8    | 10     |
| 6                  | 16  | Charles Leclerc  | Ferrari                    | 78     | +1:01.890             | 6    | 8      |
| 7                  | 10  | Pierre Gasly     | Alpine-Renault             | 78     | +1:02.362             | 7    | 6      |
| 8                  | 55  | Carlos Sainz jr. | Ferrari                    | 78     | +1:03.391             | 4    | 4      |
| 9                  | 4   | Lando Norris     | McLaren-Mercedes           | 77     | +1 ronde              | 10   | 2      |
| 10                 | 81  | Oscar Piastri    | McLaren-Mercedes           | 77     | +1 ronde              | 11   | 1      |
| 11                 | 77  | Valtteri Bottas  | Alfa Romeo-Ferrari         | 77     | +1 ronde              | 15   |        |
| 12                 | 21  | Nyck de Vries    | AlphaTauri-Honda RBPT      | 77     | +1 ronde              | 12   |        |
| 13                 | 24  | Zhou Guanyu      | Alfa Romeo-Ferrari         | 77     | +1 ronde              | 19   |        |
| 14                 | 23  | Alexander Albon  | Williams-Mercedes          | 77     | +1 ronde              | 13   |        |
| 15                 | 22  | Yuki Tsunoda     | AlphaTauri-Honda RBPT      | 76     | +2 rondes             | 9    |        |
| 16                 | 11  | Sergio Pérez     | Red Bull Racing-Honda RBPT | 76     | +2 rondes             | 20   |        |
| 17                 | 27  | Nico Hülkenberg  | Haas-Ferrari               | 76     | +2 rondes *2          | 18   |        |
| 18                 | 2   | Logan Sargeant   | Williams-Mercedes          | 76     | +2 rondes *3          | 16   |        |
| 19†                | 20  | Kevin Magnussen  | Haas-Ferrari               | 70     | Botsingschade         | 17   |        |
| DNF                | 18  | Lance Stroll     | Aston Martin-Mercedes      | 53     | Ongeluk               | 14   |        |
| Bron: formula1.com |     |                  |                            |        |                       |      |        |

S Lewis Hamilton reed voor de tweeënzestigste keer in zijn carrière een snelste ronde en behaalde hiermee een extra punt.

*1 George Russell kreeg een tijdstraf van 5 seconden voor het onveilig terugkomen op het circuit en het aanrijden van Sergio Pérez, dit had geen gevolgen voor zijn vijfde plaats in de uitslag.

*2 Nico Hülkenberg eindigde als zestiende maar kreeg een tijdstraf van 10 seconden voor het niet op de juiste manier voldoen van een eerder opgelegde straf van 5 seconden.

*3 Logan Sargeant kreeg een tijdstraf van 5 seconden voor het te snel rijden in de pitstraat, dit had geen gevolgen voor zijn achttiende plaats in de uitslag.

† Kevin Magnussen haalde de finish niet, maar heeft wel 90% van de race-afstand afgelegd, waardoor hij als geklasseerd genoteerd staat.

## Tussenstanden wereldkampioenschap
Betreft tussenstanden voor het wereldkampioenschap na afloop van de race.

### Coureurs
| Pos. | Nr. | Coureur          | Constructeur               | Punten |
| ---- | --- | ---------------- | -------------------------- | ------ |
| 1    | 1   | Max Verstappen   | Red Bull Racing-Honda RBPT | 144    |
| 2    | 11  | Sergio Pérez     | Red Bull Racing-Honda RBPT | 105    |
| 3    | 14  | Fernando Alonso  | Aston Martin-Mercedes      | 93     |
| 4    | 44  | Lewis Hamilton   | Mercedes                   | 69     |
| 5    | 63  | George Russell   | Mercedes                   | 50     |
| 6    | 55  | Carlos Sainz jr. | Ferrari                    | 48     |
| 7    | 16  | Charles Leclerc  | Ferrari                    | 42     |
| 8    | 18  | Lance Stroll     | Aston Martin-Mercedes      | 27     |
| 9    | 31  | Esteban Ocon     | Alpine-Renault             | 21     |
| 10   | 10  | Pierre Gasly     | Alpine-Renault             | 14     |

### Constructeurs
| Pos. | Constructeur               | Punten |
| ---- | -------------------------- | ------ |
| 1    | Red Bull Racing-Honda RBPT | 249    |
| 2    | Aston Martin-Mercedes      | 120    |
| 3    | Mercedes                   | 119    |
| 4    | Ferrari                    | 90     |
| 5    | Alpine-Renault             | 35     |
| 6    | McLaren-Mercedes           | 17     |
| 7    | Haas-Ferrari               | 8      |
| 8    | Alfa Romeo-Ferrari         | 6      |
| 9    | AlphaTauri-Honda RBPT      | 2      |
| 10   | Williams-Mercedes          | 1      |